# 프랑스 국내군

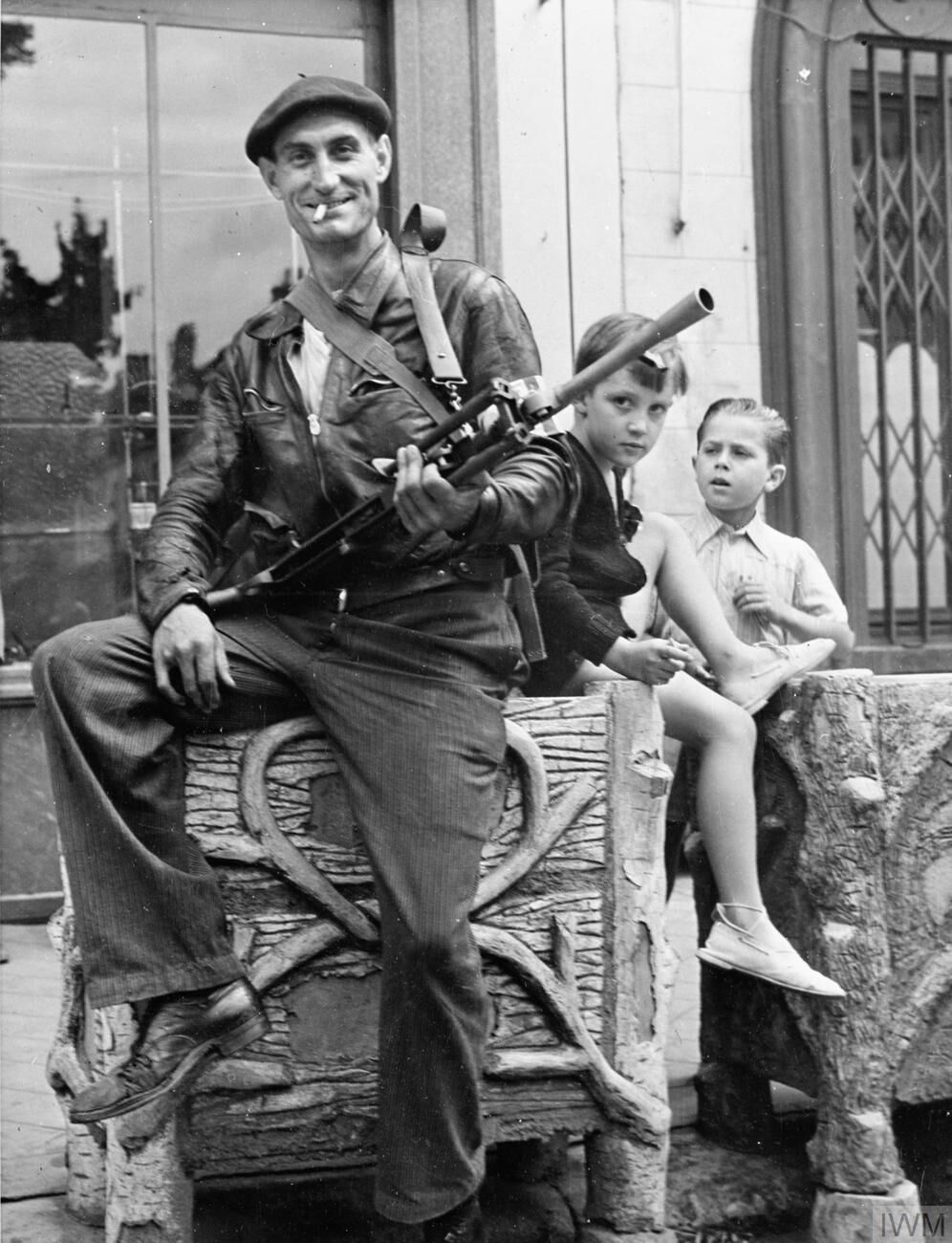
브렌건을 들고 2명의 어린 소년을 보호하는 FFI대원

프랑스 국내군(佛蘭西 國內軍, 프랑스어: Forces Françaises de l'Intérieur, FFI)은 제2차 세계 대전 후반에 프랑스 국내에서 활동한 레지스탕스 부대였으며, 정식 명칭으로 처음 이 용어를 사용한 사람은 샤를 드골이었다. 프랑스 국내군은 초기부터 저항 운동을 주도했던 마기단을 비롯한 여러 계열의 레지스탕스들을 통합하여 창설되었으며, 마기단이 주도적인 세력이 되었다. 다만, 프랑스 공산당 계열은 참여를 거부하고 독자 행보를 걸었다.
1944년 6월, 노르망디 상륙 작전 후, 드골은 마리 피에르 쾨니히 장군에게 약 20만 명에 달하는 저항운동가들의 지휘를 맡겼고, 쾨니히 장군은 대독 저항운동을 통일하려고 시도했다. FFI는 대부분 자신들이 사용했던 무기를 사용하는 전사들이었다. 그들은 민간인 복장을 했고, "F.F.I."라는 완장을 둘렀다. 이들은 독일군 후방의 교량, 도로, 철도 등을 끊으면서 부대 이동 및 각종 보급품 수송을 방해하는 식으로 독일군의 후방을 교란했으며, 전선에 투입되어야 할 독일군을 분산시키는 효과를 거두었다, 또, 8월 18일에 시작된 파리 봉기를 주도하기도 했다.
훗날, 조지 패튼 장군은, 자신의 쾌속 진격 또한 FFI의 지원이 없었더라면 불가능했을 것이라고 회고했다. 미국의 패치 장군은 미군의 지중해 상륙 시점부터 디종 도착때까지 FFI로부터 받은 지원은 완전 편제된 4개 사단 수준으로 추산하기도 했다.

## 같이 보기
- 레지스탕스
- 파르티잔